# Rosalie Duplant
Rosalie Duplant   (1745 - 1793) fou una mezzosoprano francesa.
Començà la seva carrera com a corista, debutant el 1763 en l'Òpera de París amb gran èxit. Es distingí particularment en el gènere tràgic, i, després d'una brillant carrera, es retirà el 1783.
Entre les seves creacions es poden citar: la Medea del Teseo, la Clitemnestra d'Iphigénie en Aulide, etc.